# Agustín Clément
Agustín Clément es un actor, productor y director teatral panameño, multipremiado con más de 20 galardones en los Premios Escena. Es reconocido por ser la primera persona de Panamá en unirse civilmente con alguien de su mismo sexo.
La trayectoria artística de Agustín Clément comenzó a mediados de los años 1990. Ha participado en más de una cincuentena de producciones teatrales. Además ha obtenido más de 20 Premios Escena a la excelencia teatral.

## Biografía
Estudió la escuela básica en el Colegio Javier. Posteriormente inició estudios universitarios en derecho, que abandonó por la carrera de Radiodifusión, que también dejó. Finalmente ingresó en la Columbus University donde se graduó de Licenciado en Periodismo.
Su trayectoria artística la inició en 1992, bajo la tutela teatral de Eugenio Fernández, quien le dirigió en la puesta en escena de El mercader de Venecia en la Academia Italiana.
En 2001 fue parte del reparto de la primera telenovela realizada en Panamá, Linda Labé, emitida en el canal TVN. En dicha producción interpretó al protagónico Álvaro Conte. También ha participado en otras producciones televisivas como la miniserie histórica El Caudillo; Con ardientes Fulgores de Gloria, junto a Anneth Clement y la telenovela Lágrimas de Diamantes.
Realizó un viaje a México para estudiar teatro. En su estancia mexicana trabajó en Televisa y TV Azteca, donde realizó voz de doblaje durante tres años.
En 2007 fue parte del reparto de las producciones teatral El ingenio de Chejov, Gruesa, Delgada o Afilada y Confesiones de Hombres de 40. En esos años, junto a Stella Lauri, fundó la escuela de teatro infantil Esquirla Kids.
En 2013, su sketch El Teatro se lleva en la sangre, coescrito con Eduardo Villareal, abrió la gala inaugural de los Premios Escena 2012. Dos años después, en 2015, asumió la dirección artística de la ceremonia de premiación de dichos galardones, renovando el formato.
En 2017 escribió, produjo y dirigió La Fogonera, obra teatral que fue nominada a 13 Premios Escena. En ese año, incursionó en la política al ser uno de los proponentes del partido progresista Creemos.
En 2019 fue parte del reparto de la comedia para público adulto Pene a la carta, nuevos chefs, dirigida por Félix Gómez. Ese mismo año, dirigió la obra Si mi celular hablara.

## Activismo
En 2010 Clément se convirtió en la primera persona panameña en unirse civilmente con alguien de su mismo sexo. La ceremonia fue realizada en el consulado de Francia de Ciudad de Panamá mediante un Pacte civil de solidarité (PACS) con el ciudadano francés César Pereira. En 2011 Clément y Pereira fueron los abanderados del primer desfile del Orgullo LGBT de Panamá. La pareja se separó dos años después, en 2012.
En 2018 contrajo matrimonio con el español Francisco Javier Molinero en España, país en que el matrimonio igualitario es legal. Clément es un activista por la aprobación del matrimonio entre personas del mismo sexo en Panamá.

## Filmografía

### Televisión
- Linda Labé
- El Caudillo
- Con ardientes Fulgores de Gloria
- Lágrimas de Diamantes

## Teatro

### Como director
- El Teatro se lleva en la sangre (2013)
- La Bella Durmiente y la maléfica hada (2014)[14]
- La Fogonera (2017)
- Que arranque el rock (2018)
- Si mi celular hablara (2019)
- Cena de Thanksgiving (2020)
- Todos quieren estar en la papa (2024)[15]

### Como actor
- El mercader de Venecia (1992)
- El ingenio de Chejov (2007)
- Gruesa, Delgada o Afilada (2007)
- Confesiones de Hombres de 40 (2007)
- Sexo con criterio formado
- Pene a la carta, nuevos chefs (2019)

## Premios y nominaciones
| Año  | Premio         | Trabajo nominado      | Categoría                                   | Resultado | Ref.   |
| ---- | -------------- | --------------------- | ------------------------------------------- | --------- | ------ |
| 2017 | Premios Escena | La Fogonera           | Mejor Obra                                  | Ganador   | [ 1 ]  |
| 2017 | Premios Escena | La Fogonera           | Mejor Musical del Año                       | Ganador   | [ 1 ]  |
| 2018 | Premios Escena | Que arranque el rock  | Mejor Obra                                  | Ganador   | [ 1 ]  |
| 2018 | Premios Escena | Que arranque el rock  | Mejor Director                              | Ganador   | [ 1 ]  |
| 2018 | Premios Escena | Que arranque el rock  | Mejor Musical                               | Ganador   | [ 1 ]  |
| 2018 | Premios Escena | Que arranque el rock  | Mejor Diseño de Iluminación                 | Ganador   | [ 1 ]  |
| 2018 | Premios Escena | Que arranque el rock  | Mejor Sonido                                | Ganador   | [ 1 ]  |
| 2018 | Premios Escena | Que arranque el rock  | Mejor Actor Secundario                      | Ganador   | [ 1 ]  |
| 2020 | Premios Escena | Si mi celular hablara | Mejor obra adaptada para teatro             | Ganador   | [ 16 ] |
| 2020 | Premios Escena | Cena de Thanksgiving  | Mejor obra original escrita por un panameño | Ganador   | [ 16 ] |